# Макаренко Віктор Сергійович
Віктор Сергійович Макаренко ((8 січня) 6 травня 1931, Кривий Ріг — 20 лютого 2007, Київ) — український радянський політичний діяч, 1-й секретар Кримського обкому КПУ. Член ЦК КПУ в 1976—1990 р. Кандидат у члени ЦК КПРС в 1981—1982 р. Член ЦК КПРС у 1982—1989 р. Депутат Верховної Ради УРСР 9-го скликання. Депутат Верховної Ради СРСР 10—11-го скликань (у 1979—1987 роках)..

## Біографія
Народився 8 січня 1931 року в Кривому Розі на Дніпропетровщині в родині робітника-гірника.
Трудову діяльність розпочав у 1947 році робітником районного житлового управління в місті Кривому Розі Дніпропетровської області.
У 1948 році поступив у Дніпропетровський механозварювальний технікум. Навчаючись на другому курсі технікуму, одночасно закінчив 10-й клас школи робітничої молоді.
У 1950—1955 роках — студент Дніпропетровського металургійного інституту, здобув спеціальність інженера-металурга.
Після закінчення інституту в 1955—1962 роках — вальцювальник прокатного стану, помічник майстра, майстер, начальник зміни, старший майстер, інженер-калібрувальник сортопрокатного цеху Криворізького металургійного заводу «Криворіжсталь» імені Леніна Дніпропетровської області.
Член КПРС з 1960 року.
У 1962—1967 роках — секретар партійного бюро сортопрокатного цеху, заступник секретаря, секретар партійного комітету Криворізького металургійного заводу «Криворіжсталь» імені Леніна.
У 1967—1969 роках — 2-й секретар Криворізького міського комітету КПУ Дніпропетровської області.
У грудні 1969—1972 роках — інспектор ЦК Компартії України.
З червня 1972 по липень 1977 року — 1-й секретар Севастопольського міського комітету Компартії України.
З 1 липня 1977 по 13 червня 1987 року — 1-й секретар Кримського обкому Компартії України.
З червня 1987 року — на пенсії, переїхав до Києва, де й помер у 2007 році.

## Громадська і політична діяльність
Обирався депутатом Севастопольської міської та Кримської обласної Ради, депутатом Верховної Ради УРСР 9-го скликання і Верховної Ради СРСР, членом ЦК Компартії України. Був членом громадської організації «Земляцтво Крим — Севастополь» в Києві.

## Автор
- Автор мемуарів «Радість, гордість і смуток»

## Нагороди
- орден Жовтневої Революції (1981)
- два ордени Трудового Червоного Прапора
- орден «Знак Пошани»
- медалі